# Лансдейл, Эдвард
Эдвард Гири Лансдейл (англ. Edward Geary Lansdale, 6 февраля 1908 — 23 февраля 1987) — офицер ВВС США, генерал-майор, служивший в Управлении стратегических служб и Центральном разведывательном управлении. Он дослужился до звания генерал-майора и был награждён медалью «За выдающуюся службу» в 1963 году. Он был одним из первых сторонников более агрессивных действий США в холодной войне.
Родился в Детройте, штат Мичиган, умер в городе Мак-Лейн, штат Виргиния, похоронен на Арлингтонском национальном кладбище. Был дважды женат и имел двух сыновей от первого брака. В 1945—1948 годах служил на Филиппинах, в 1954—1957 годах был главой военной миссии в Сайгоне, в Южном Вьетнаме, принимая активное участие в подготовке Вьетнамской национальной армии. В 1957—1963 годах работал в ЦРУ, будучи в том числе вовлечённым в подготовку планировавшихся операций по убийству Фиделя Кастро. В 1965—1968 годах вновь служил во Вьетнаме. Опубликовал автобиографию и мемуары. Кавалер филиппинского ордена «Легион почёта».
В ряде источников указывается, что Лансдейл является одним из прототипов героя романа Грэма Грина «Тихий американец», однако Лансдейл приехал во Вьетнам в 1954 году, а роман Грина был закончен в 1952 году.
Отставной разведчик, историк спецслужб Лерой Флетчер Праути утверждал, что генерал Лансдейл был непосредственным организатором убийства президента Кеннеди, совершённого в результате заговора ЦРУ и военных.